# Hugo: Jungle Island
Hugo: Jungle Island là một trong những tựa game được sản xuất dựa trên cốt truyện của chương trình truyền hình Hugo. Đây là một tựa game offline cho máy tính PC được giới game thủ nhí săn lùng nhiều nhất được HTV mua bản quyền và thiết bị đặc chủng của Công ty ITE. Ban đầu nó được ITE Media tại Đan Mạch ra mắt với tên Hugo Vulkanøen vào tháng 1 năm 1999, và đã được cấp phép và phát sóng kịp thời ở nhiều quốc gia khác.

## Kịch bản
Trong kịch bản này, Hugo, phù thủy Scylla (Afskylia trong phiên bản gốc của Đan Mạch), đã trở lại và chuyển đến một hòn đảo trong rừng nơi cô hợp tác với cá sấu Don Croco. Scylla một lần nữa bắt cóc Hugolina và lũ trẻ, nhưng lần này cô giữ chúng trong một cái lồng trong hang ổ mới của cô, nằm trên đỉnh núi lửa ở trung tâm hòn đảo. Người chơi điều khiển Hugo, được hỗ trợ bởi khỉ Jean Paul và vẹt Ferdinand, khi anh ta cần phải hoàn thành một loạt thử thách để giải thoát gia đình anh.
Hình ảnh của game Hugo: Jungle Island được xây dựng trên nền đồ họa 2D rất mượt mà, hình ảnh dễ thương đẹp, nhất định sẽ mang đến cho bạn một cảm giác phiêu lưu tuyệt vời. Các chuyển động được thiết kế rất phù hợp và logic với các hiệu ứng âm thanh. Điểm này sẽ giúp game thủ có cảm giác như chính bản thân đang vượt qua những cạm bẫy này.

## Điều khiển
Người chơi sẽ phải điều khiển nhân vật Hugo cùng vượt qua những thứ thách khó khăn bằng các phím mũi tên (2, 4, 6, 8 trên điện thoại bàn tương ứng với các phím mũi tên lên, trái, phải, xuống) và 0-9 trên điện thoại tương ứng với các phím số 0-9 trên máy tính. Chiến đấu một cách mạnh mẽ để chống lại những con quái vật có hình thù kì dị, khi chúng ngăn cản con đường về đích của bạn. Hãy dùng bàn phím để điều chỉnh nhân vật đi theo đúng con đường bạn mong muốn. Trên đường đi hãy thu thập kim cương bằng mọi giá.

## Các màn chơi
- Hugo lái trực thăng[4]
- Hugo leo dây[5]
- Bí mật của kim tự tháp Inca[6]
- Dành chuối cho khỉ Jean Paul[7]
- Hugo cưỡi đà điểu[8]
- Hugo trong núi lửa[9]
- Hugo đi trong đường hầm[10]
- Luyện trí nhớ[11]
- Hugo đi trên đường thành cổ[12]
- Hugo thám hiểm đại dương